# Santiago Arias
Santiago Arias Naranjo (* 13. Januar 1992 in Medellín) ist ein kolumbianischer Fußballspieler, der aktuell in Brasilien beim EC Bahia unter Vertrag steht.

## Karriere

### Verein
Santiago Arias wurde in Medellín geboren, seine Jugend verbrachte er aber in der Hauptstadt Bogotá, wo er bei La Equidad das Fußballspielen lernte. Bereits als 17-Jähriger wurde er in der ersten Mannschaft eingesetzt und kam 2009 bereits zu 14 Spielen in der Categoría Primera A, der höchsten Liga des Landes. Zwar konnte er sich in den beiden folgenden Jahren nicht in der Profimannschaft festspielen, durch seine Leistungen als Juniorennationalspieler waren aber Talentsucher von Sporting Lissabon aus Portugal auf ihn aufmerksam geworden und machten ihm 2011 ein Angebot.
Im Sommer des Jahres wechselte Arias nach Lissabon, kam aber in seiner ersten Saison zu lediglich sechs Einsätzen in der Primeira Liga. Der Durchbruch kam auch in der Saison 2012/13 nicht, stattdessen war er Stammspieler in der B-Mannschaft in der Segunda Liga. Deshalb verließ er den Verein nach zwei Jahren wieder und schloss sich dem niederländischen Erstligisten PSV Eindhoven an. Bei den Nordbrabantern wurde der rechte Verteidiger dann auf Anhieb Stammspieler. In seinem ersten Jahr spielte er nach anfänglichen Anpassungsproblemen ab dem 13. Spieltag fast vollständig durch. Er kam auf 25 Einsätze in der Liga und erzielte am 23. Spieltag mit der 1:0-Führung gegen Twente Enschede sein erstes Erstligator.
Nach fünf Jahren bei der PSV wechselte er zur Saison 2018/19 nach Spanien zu Atlético Madrid. Arias war in den ersten zwei Dritteln der Saison auf seiner Position Stammspieler und absolvierte wettbewerbsübergreifend 33 Spiele und trug mit drei Torbeteiligungen zum Erfolg seiner Mannschaft bei, die sich am Saisonende die Vizemeisterschaft hinter dem FC Barcelona sicherte. In der folgenden Saison änderte sich die Anzahl seiner absolvierten Spiele zu seinen Ungunsten; so kam er nur noch auf 18 Einsätze, davon 14 in der Liga. Atlético belegte am Saisonende den vierten Platz.
Am 24. September 2020 nahm der deutsche Bundesligist Bayer 04 Leverkusen Arias auf Leihbasis für eine Saison unter Vertrag. Der Verein verfügte nach deren Ablauf über eine Option zur festen Verpflichtung des Spielers. Arias spielte nur einmal für die Rheinländer, dies im Ligaspiel beim VfB Stuttgart Anfang Oktober 2020. Nachdem er sich in einem Länderspiel sieben Tage später neben einem Bruch des linken Wadenbeines unter anderem auch einen Sprunggelenksbruch zugezogen hatte, fiel er für den Rest der Spielzeit 2020/21 aus. Trotz der Situation erwogen die Leverkusener Ende Mai 2021, die Leihe von Arias mit Atlético zu verlängern, was letztlich nicht geschah.
Stattdessen verliehen die Madrider Arias Ende August 2021 erneut auf Leihbasis, diesmal zum Ligakonkurrenten FC Granada für die Saison 2021/22. Im Anschluss kehrte er kurzzeitig in die spanische Hauptstadt zurück, bevor er Anfang August 2022 Atlético verließ.

### Nationalmannschaft
Santiago Arias spielte bereits in der U17 und der U20 im Nationaltrikot und nahm mit beiden Auswahlmannschaften auch an der jeweiligen Juniorenweltmeisterschaft teil. Seine guten Leistungen verhalfen ihm zu einer internationalen Vereinskarriere. 2013 wurde er dann erstmals auch in die kolumbianische A-Nationalmannschaft berufen und gab im letzten Qualifikationsspiel für die Fußballweltmeisterschaft 2014 am 15. Oktober 2013 in Paraguay sein Debüt. Von da an war er fester Nationalspieler und kam in den fünf WM-Vorbereitungsspielen ebenfalls zu Einsätzen. Schließlich wurde er auch in den 23-köpfigen WM-Kader Kolumbiens aufgenommen. In Brasilien spielte er in allen drei Spielen der Gruppenphase, wobei er in den ersten beiden Partien in der Schlussviertelstunde eingewechselt wurde und in der dritten Partie, als die Achtelfinalqualifikation bereits feststand, über die volle Spielzeit auf dem Platz stand.
Bei der WM 2018 in Russland gehörte er zum kolumbianischen Aufgebot. Er absolvierte alle vier Spiele und schied mit der Mannschaft im Achtelfinale gegen England im Elfmeterschießen aus.

## Erfolge
- Niederländischer Meister: 2015, 2016, 2018
- Niederländischer Supercup: 2015, 2016
- UEFA-Super-Cup-Sieger: 2018